# Porte Saint-Denis
Pour l’article homonyme, voir Porte Saint-Denis (Mortagne-au-Perche).
La porte Saint-Denis est un arc de triomphe situé dans l'actuel 10e arrondissement de Paris et construit en 1673, par l'architecte François Blondel, à la gloire de Louis XIV. Elle est située à l'emplacement d'une porte de Paris de l'ancienne enceinte de Charles V.
Les murs adjacents ont depuis été détruits.
C'est un des monuments les plus représentatifs de l'art officiel de son époque, présenté dans toutes les anthologies.

## Situation et accès
L'actuelle porte Saint-Denis se trouve au croisement de l'axe Saint-Denis (rue Saint-Denis et rue du Faubourg-Saint-Denis) et des Grands Boulevards (boulevard de Bonne-Nouvelle et boulevard Saint-Denis).

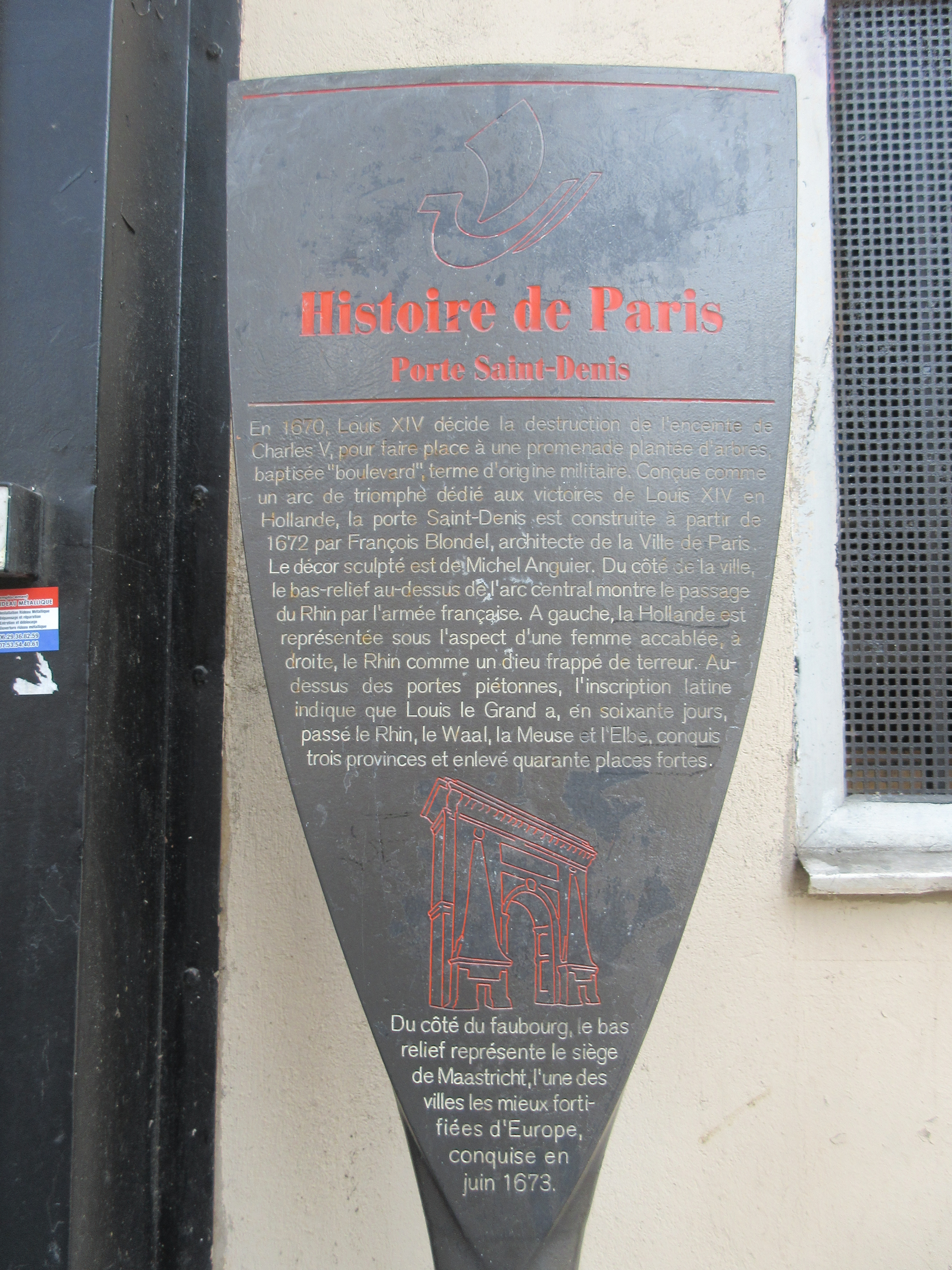
Panneau Histoire de Paris
« Porte Saint-Denis »

Ce site est desservi par la station de métro Strasbourg - Saint-Denis (lignes 4, 8 et 9).

## Origine du nom
Elle porte ce nom parce que la rue Saint-Denis y aboutit.

## Historique
Cinq constructions ont porté le nom de porte Saint-Denis au cours de l'histoire de Paris, toutes sur l'axe de la rue Saint-Denis, c'est-à-dire la route de Paris à Saint-Denis, sur le chemin des rois se rendant à la basilique Saint-Denis.

### Première porte (Xesiècle)
La première porte Saint-Denis remonte du Xe siècle et se trouvait juste avant le croisement avec les actuelles rues de la Ferronnerie et de la Reynie, à hauteur du no 39 de la rue Saint-Denis (48° 51′ 36,21″ N, 2° 20′ 53,5″ E).

### Deuxième porte (début duXIIIesiècle)
La deuxième porte Saint-Denis, également appelée « porte aux Peintres » du début du XIIIe siècle, se trouvait juste au nord du croisement entre la rue Saint-Denis et la rue Étienne-Marcel (48° 51′ 49,95″ N, 2° 21′ 00,22″ E) ; l'impasse des Peintres marque l'emplacement du chemin de ronde extérieur,.

### Troisième porte (XIVesiècle)
La troisième porte Saint-Denis, ou « bastide Saint-Denis », du XIVe siècle, se trouvait 60 mètres au sud de l'actuel arc de triomphe, à hauteur des actuels nos 285 à 246-248 de la rue Saint-Denis, au-delà du croisement avec la rue Blondel (48° 52′ 08,66″ N, 2° 21′ 08,2″ E). Elle était composée d’un bâtiment précédé d’un pont-levis, d’un pont dormant et d’un avant-poste.

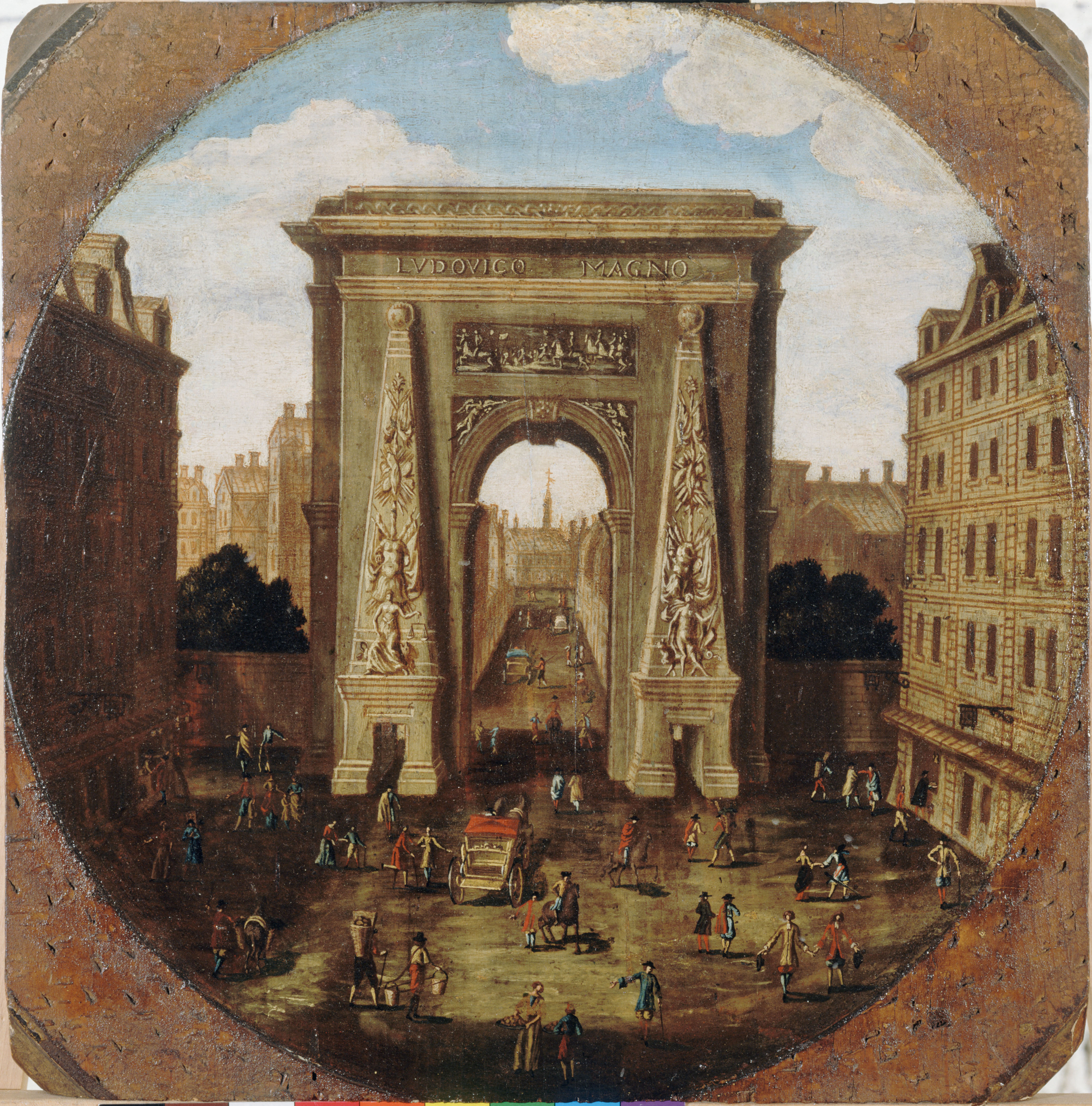
La porte Saint-Denis. Anonyme, École française (1680). Musée Carnavalet, Paris.

### Quatrième porte (1672)
Comme Paris s'agrandissait, l'enceinte fortifiée du XIVe siècle est remplacée par une barrière fiscale matérialisée par un mur et par un boulevard. Les portes fortifiées qui remontent au Moyen Âge sont donc remplacées par des portes triomphales. La quatrième porte Saint-Denis fut érigée en 1672 par l'architecte François Blondel, directeur de l'Académie royale d'architecture et le sculpteur Michel Anguier sur ordre de Louis XIV, en l'honneur de ses victoires sur le Rhin, à Maastricht, en Franche-Comté, et aux frais de la ville. Elle fut construite sur un bastion (construit au siècle précédent et détruit par la suite), à l'emplacement d'une porte médiévale dans l'enceinte de Charles V.
Durant les Trois Glorieuses, les alentours furent le théâtre d'affrontement entre les insurgés et la troupe.
La porte Saint-Denis fait l’objet d’un classement au titre des monuments historiques par la liste de 1862. Des travaux de restauration ont été entrepris en 1988.

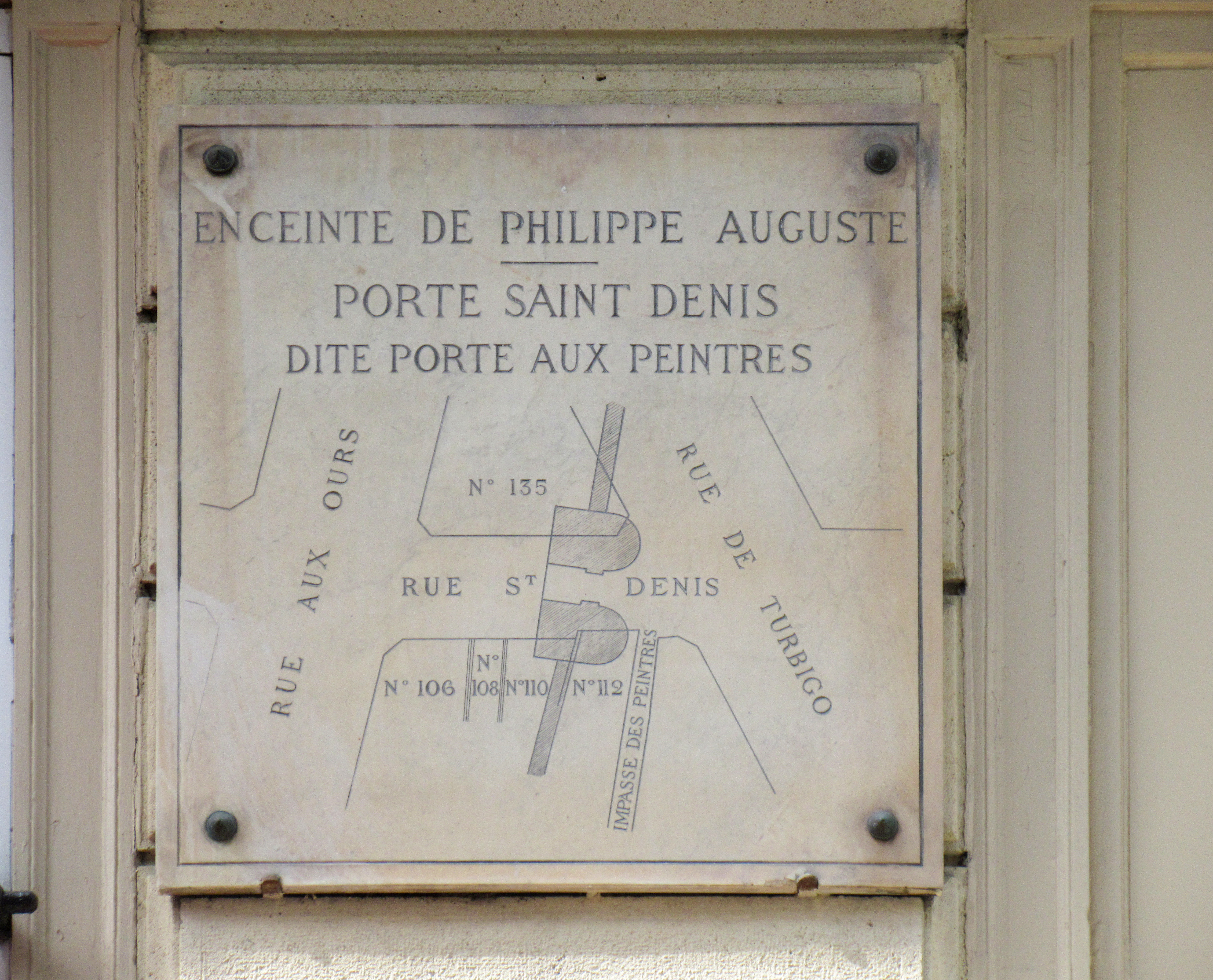
Plaque à l'emplacement de la porte aux Peintres de l'enceinte de Philippe Auguste, aujourd'hui détruite. Parfois appelée « porte Saint-Denis », elle ne doit pas être confondue avec la « porte Saint-Denis » de l'enceinte de Charles V, reconstruite sous Louis XIV. 135, rue Saint-Denis, Paris 2e arr.
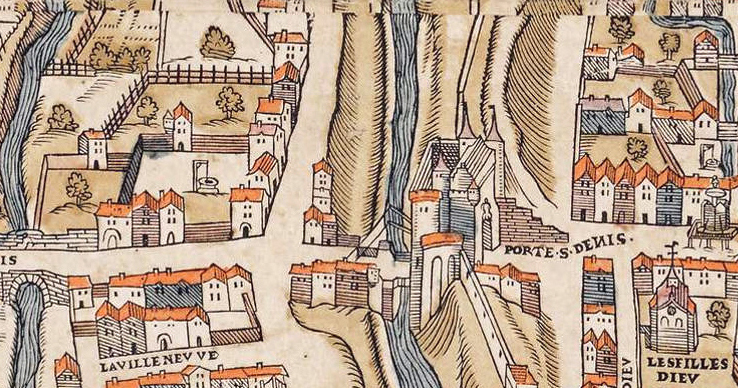
Porte Saint-Denis sur le plan de Truschet et Hoyau (vers 1550).
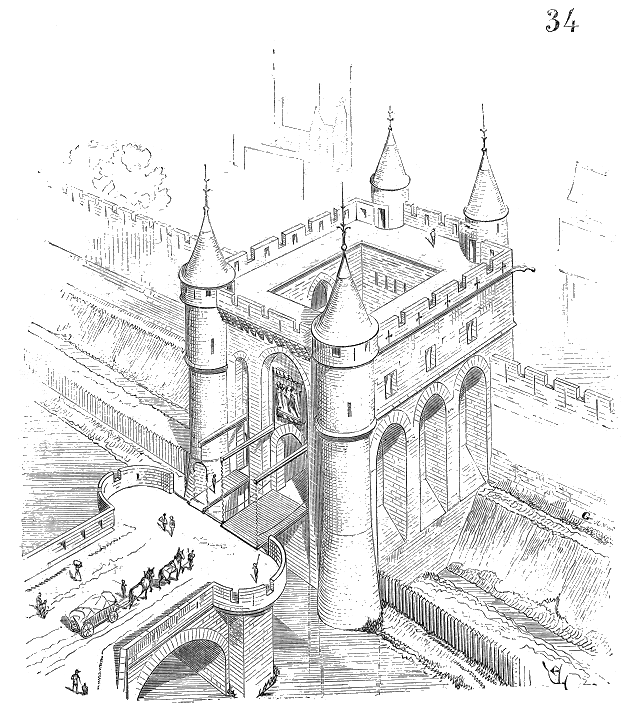
La porte fortifiée de l'enceinte de Charles V, avec la fortification (muraille et fossé).
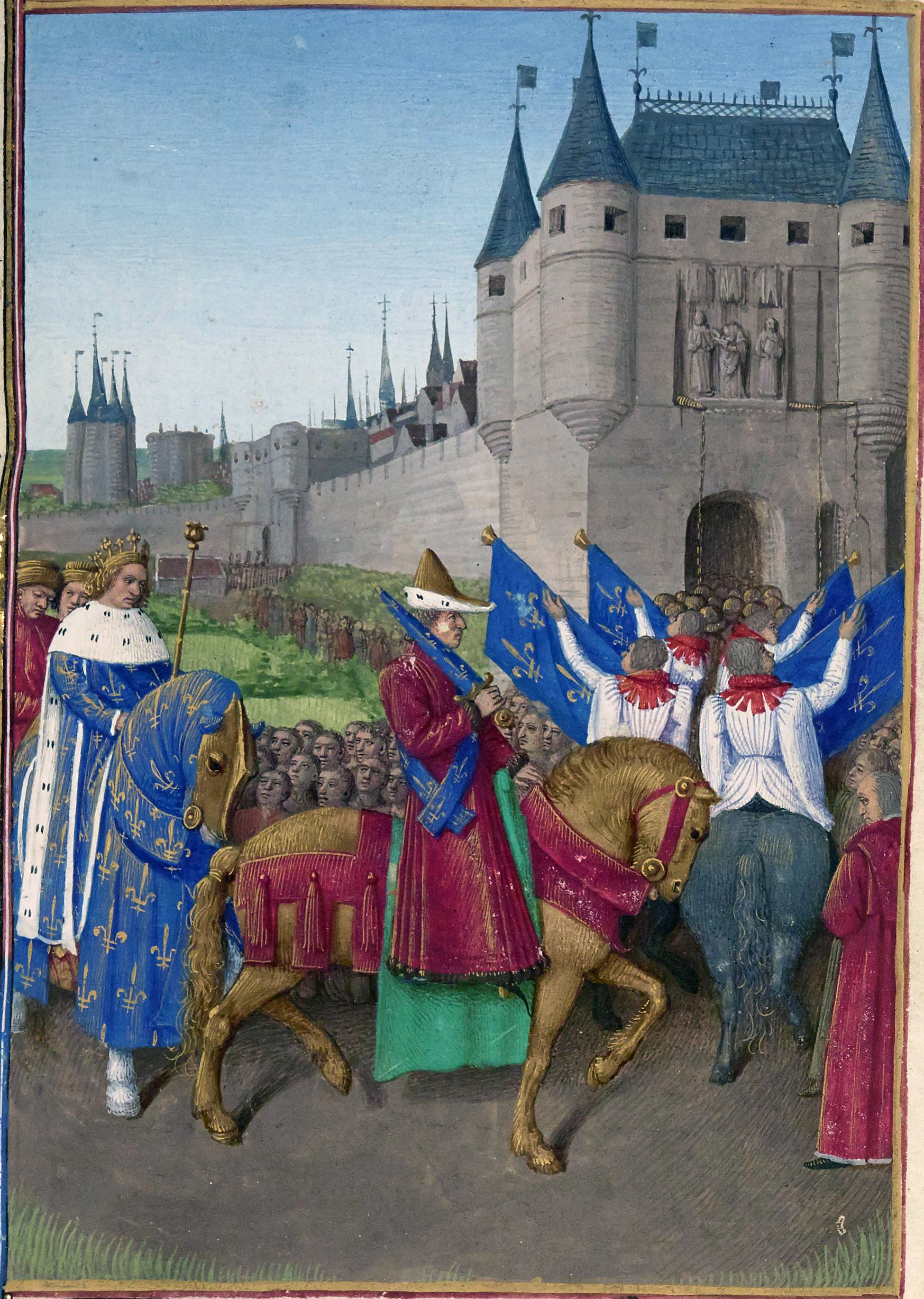
Entrée de Charles V dans Paris le 2 août 1358, Grandes Chroniques de France, miniature de Jean Fouquet, 1455-1460.
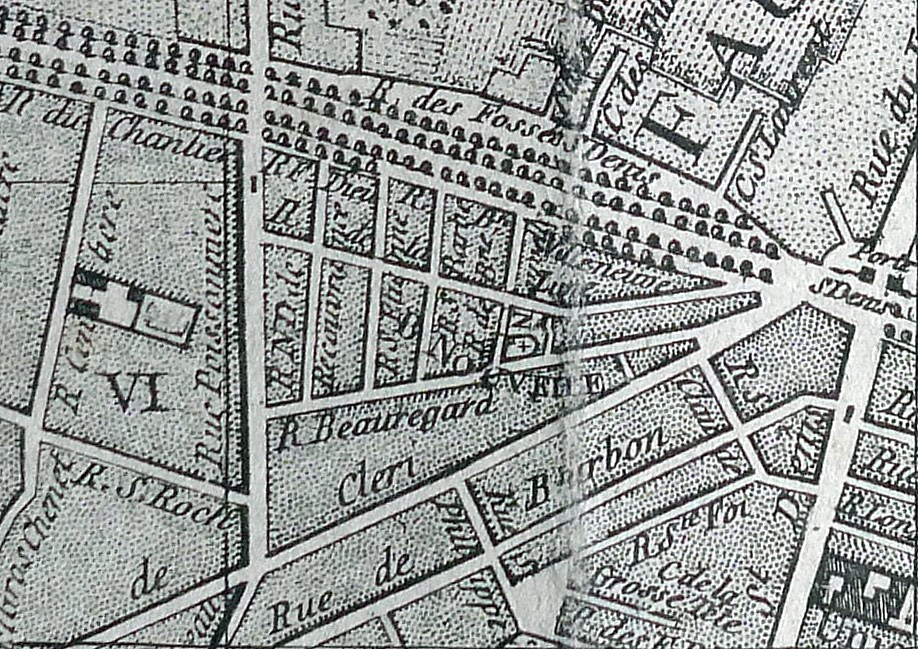
Porte Saint-Denis sur le plan de Paris de Vaugondy en 1760.
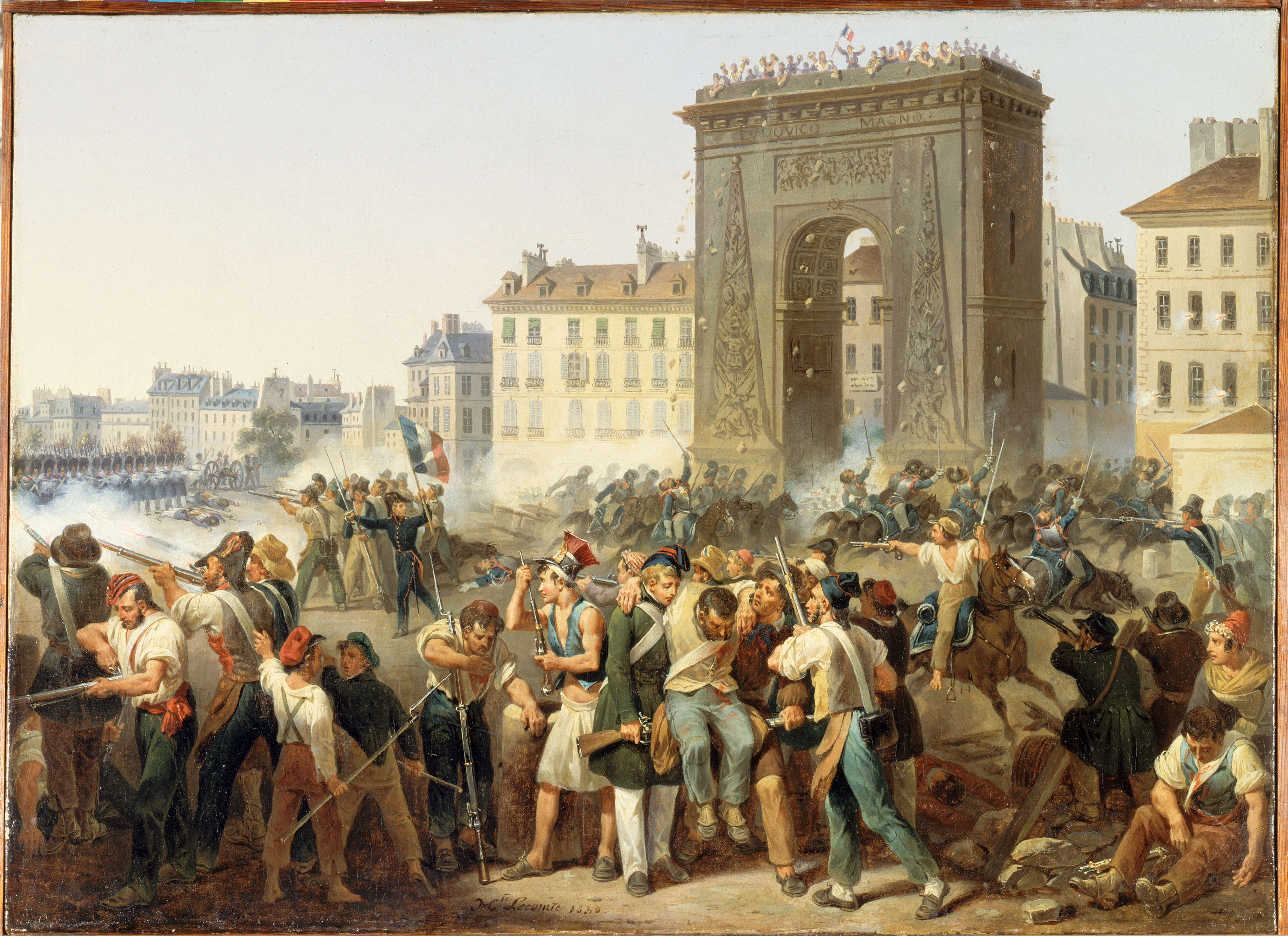
Combat de la porte Saint-Denis en 1830.
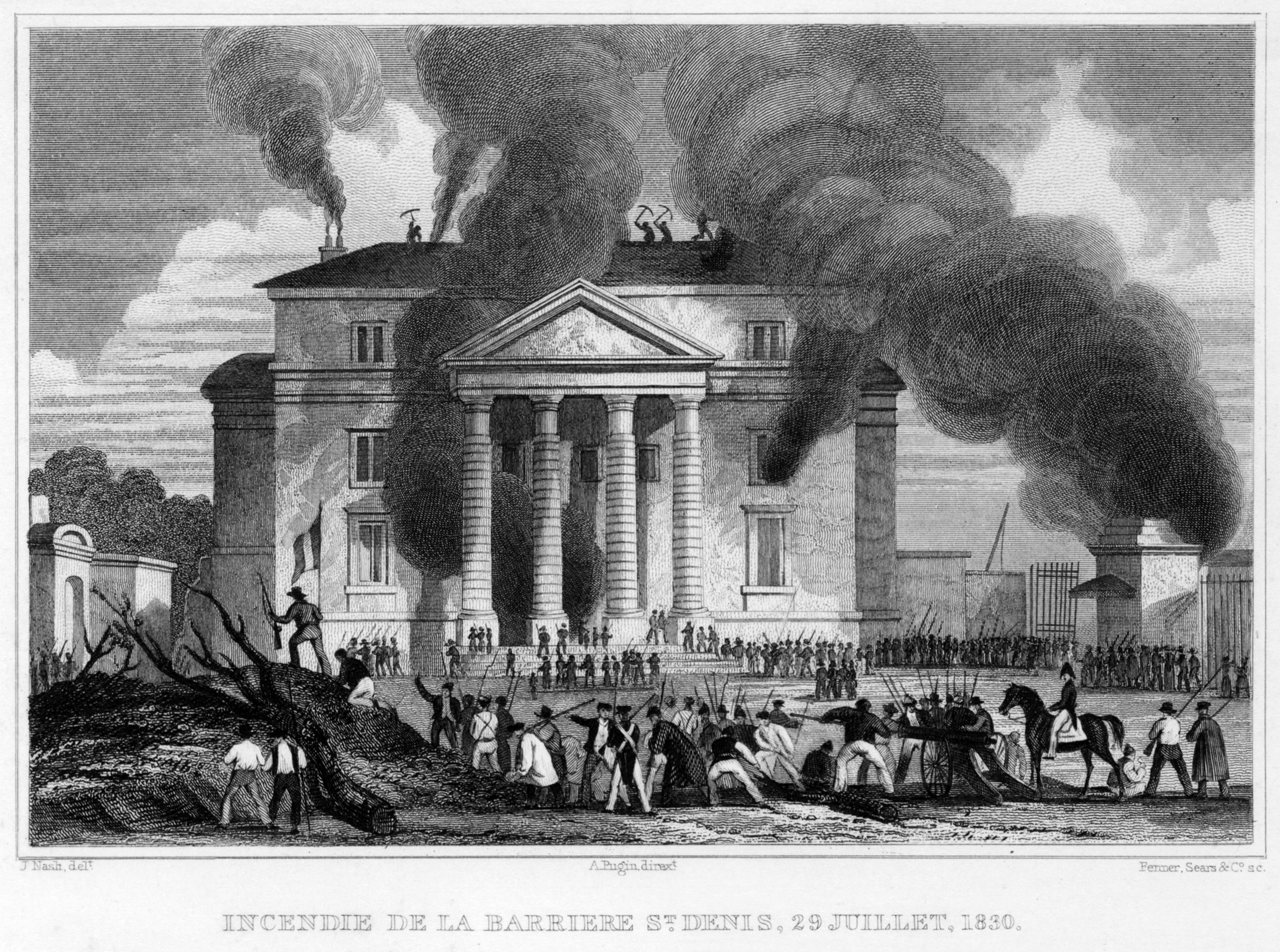
Augustus Pugin, Destruction de la barrière Saint-Denis en juillet 1830, 1831.
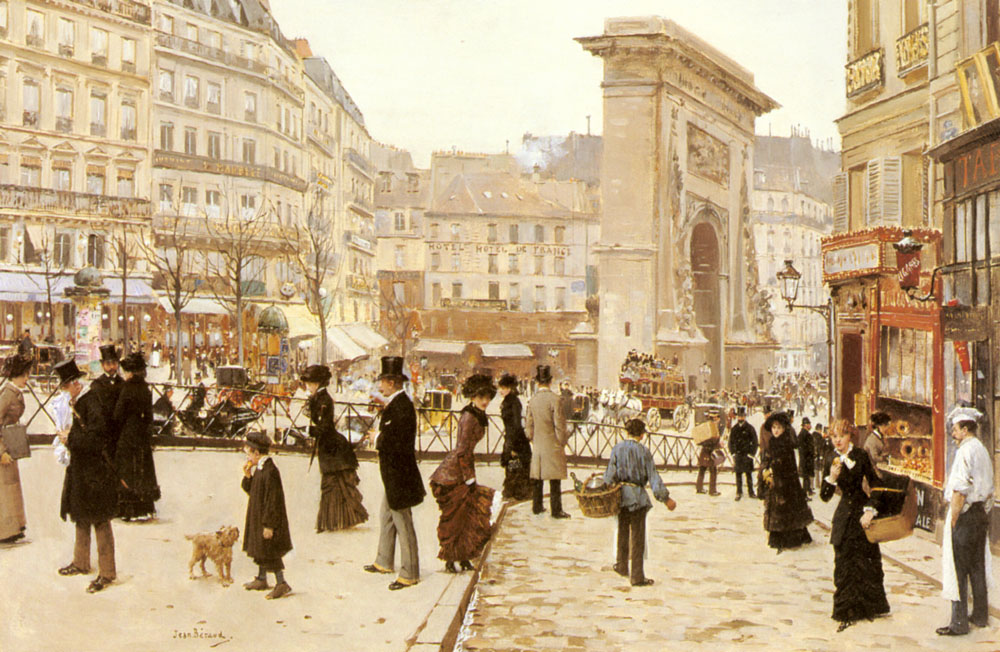
La porte Saint-Denis vers 1875.

### Barrière Saint-Denis (1784)
Plus au nord, la rue du Faubourg-Saint-Denis franchissait le mur des Fermiers généraux à la barrière Saint-Denis, renommée « barrière Franciade » lors de la Révolution, entre deux guérites à hauteur du croisement avec l'actuel boulevard de la Chapelle, côté numéros impairs (48° 53′ 03,14″ N, 2° 21′ 33,56″ E).

### Cinquième porte (1841)
Encore plus au nord, la rue Marx-Dormoy, puis la rue de la Chapelle, amène à l'actuelle porte de la Chapelle juste après le croisement avec le boulevard Ney (l'ancien chemin de ronde appelé « rue Militaire »), anciennement « porte Saint-Denis » (cinquième du nom) permettant de franchir l'enceinte de Thiers entre les bastions nos 34 et 33 (48° 53′ 55,42″ N, 2° 21′ 32,79″ E).

## Description
La porte Saint-Denis est un arc de triomphe inspiré de l'arc de Titus à Rome. Auguste Choisy, dans son Histoire de l'architecture, donne la composition de la porte Saint-Denis, basée sur la division par deux et par trois d'un carré. Le monument a 24,65 mètres de largeur, 25 mètres de hauteur, 5 mètres d'épaisseur. L'arcade a 15,35 mètres sous clé et 8 mètres d'ouverture ; les petites portes ont 3,30 mètres sur 1,70.
Il est percé d'un grand arc et de deux petites portes, pratiquées dans les piédestaux accolés aux piédroits. Du côté de la ville (au sud), engagés dans la surface des piédroits jusqu'à hauteur de l'entablement de l'édifice, s'élèvent des obélisques chargés de trophées. À leur pied, deux figures assises, sculptées d'après des dessins de Lebrun, représentent les Provinces-Unies.
Au-dessus de l'arc, entre l'archivolte et l'entablement se trouvent des bas-reliefs de Michel Anguier :
- au sud, Le passage du Rhin à Tholus et deux pyramides triomphales couvertes de trophées d’armes, allégories représentant, l’une, à gauche, la Hollande, sous la figure d’une femme consternée, et l’autre à droite, le Rhin vaincu. L'inscription latine « QUOD DIEBUS VIX SEXAGINTA RHENUM WAHALIM MOSAM ISALAM SUPERAVIT SVBEGIT PROVINCIAS TRES CEPIT URBES MUNITAS QUADRAGINTA » signifie : « parce qu'en à peine soixante jours il a franchi le Rhin, le Waal, la Meuse et l’IJssel ; conquis trois provinces ; pris quarante places fortes » ;
- au nord, Louis XIV met au pas la ville de Maastricht. L'inscription latine « QUOD TRAIECTUM AD MOSAM XIII [TREDECIM] DIEBUS CEPIT » rappelle : « parce qu'il a pris Maastricht en treize jours ».

Des deux côtés est rappelée en latin la date de construction « PREFECTUS ET AEDILES PONI CC [CURAVERUNT] ANNO DOMINI M D C LXXIII [MILLESIMO SEXCENTESIMO SEPTUAGESIMO SECUNDO] » : « le préfet et les édiles en ont ordonné la pose en l'an du Seigneur 1673 ».
Sur la frise de l'entablement, la dédicace en lettres de bronze « Ludovico magno » proclame : « à Louis le Grand ».

## Images

Vues de la porte
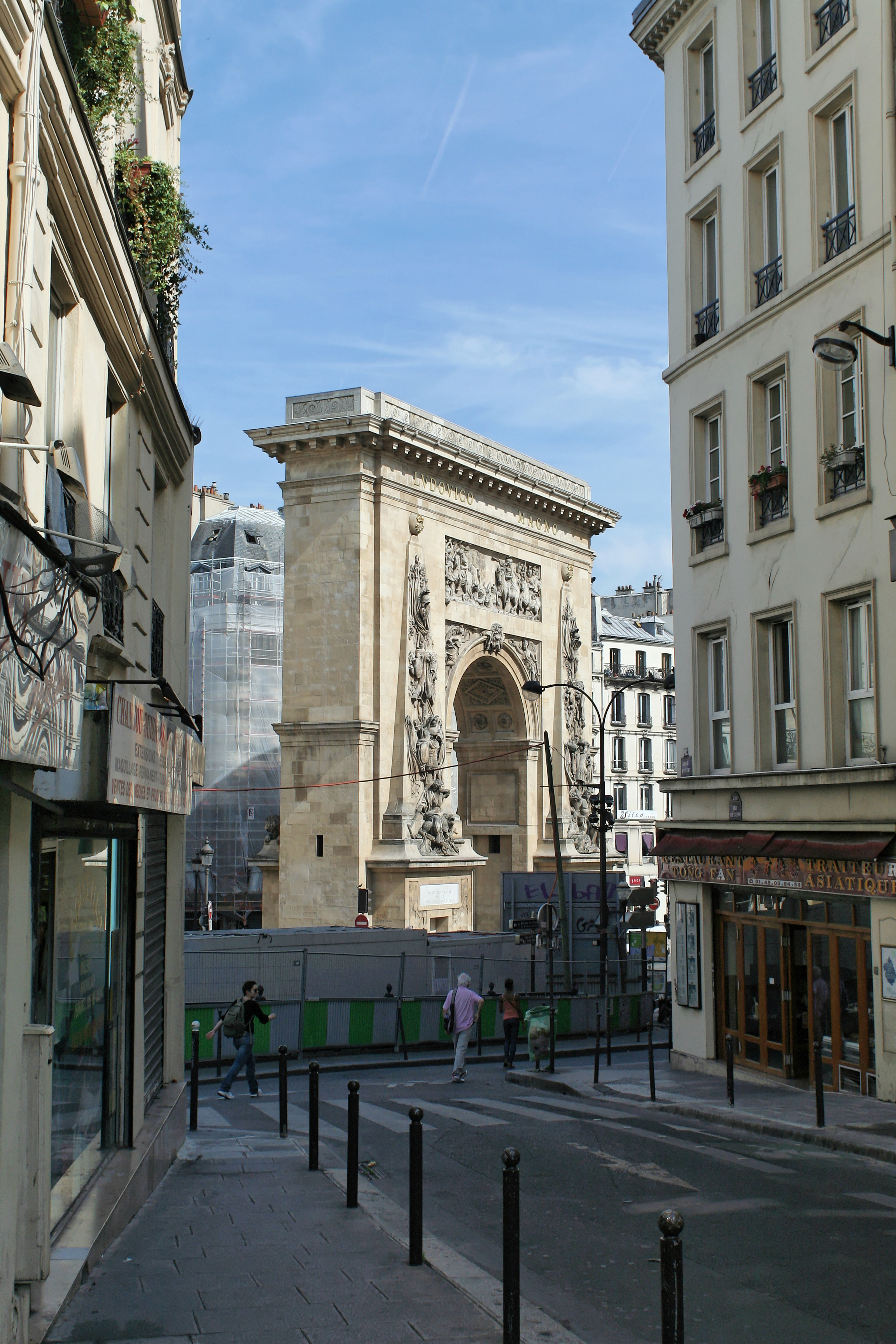
Côté sud-ouest vu depuis la rue de Cléry.
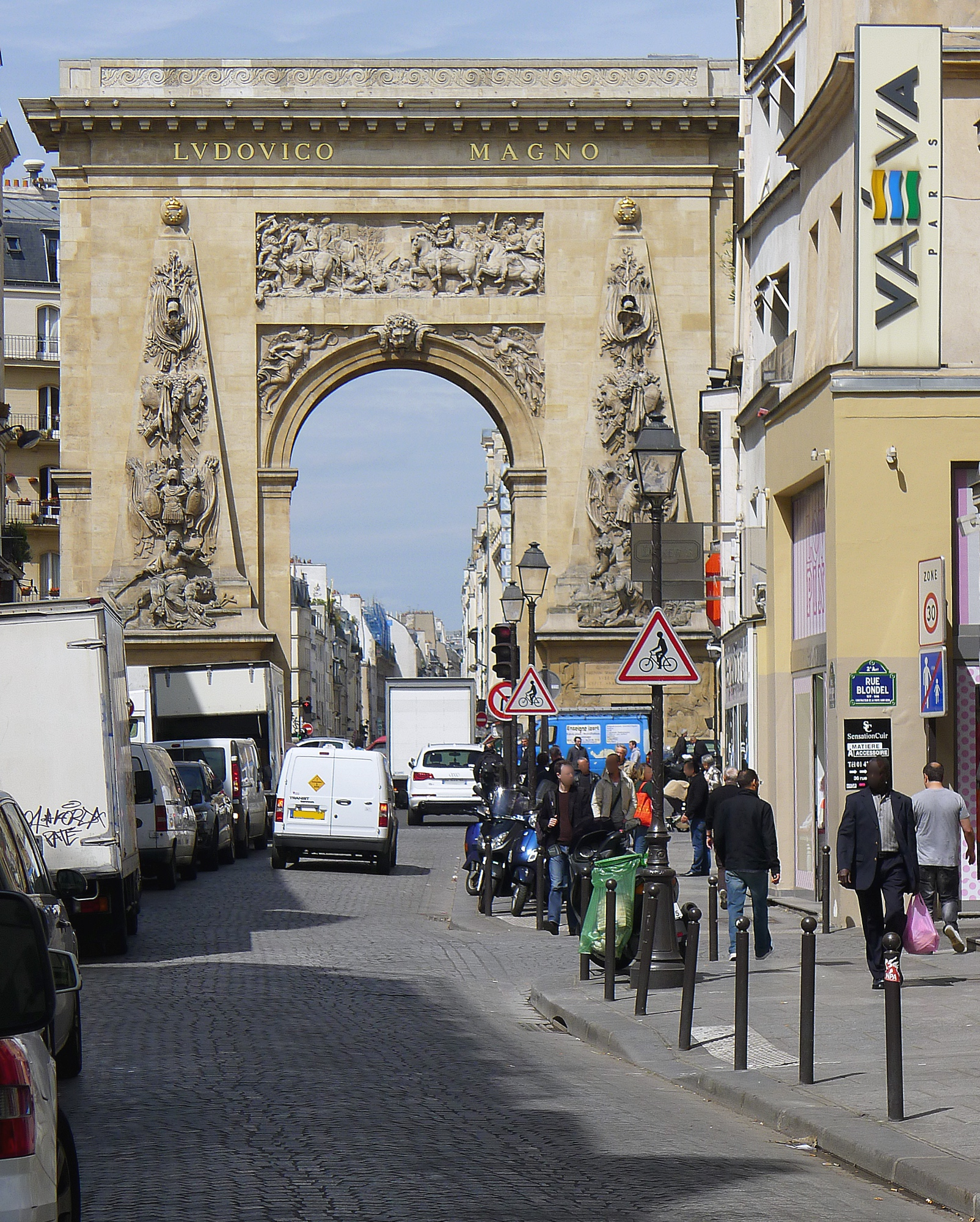
Face sud vue depuis la rue Saint-Denis.
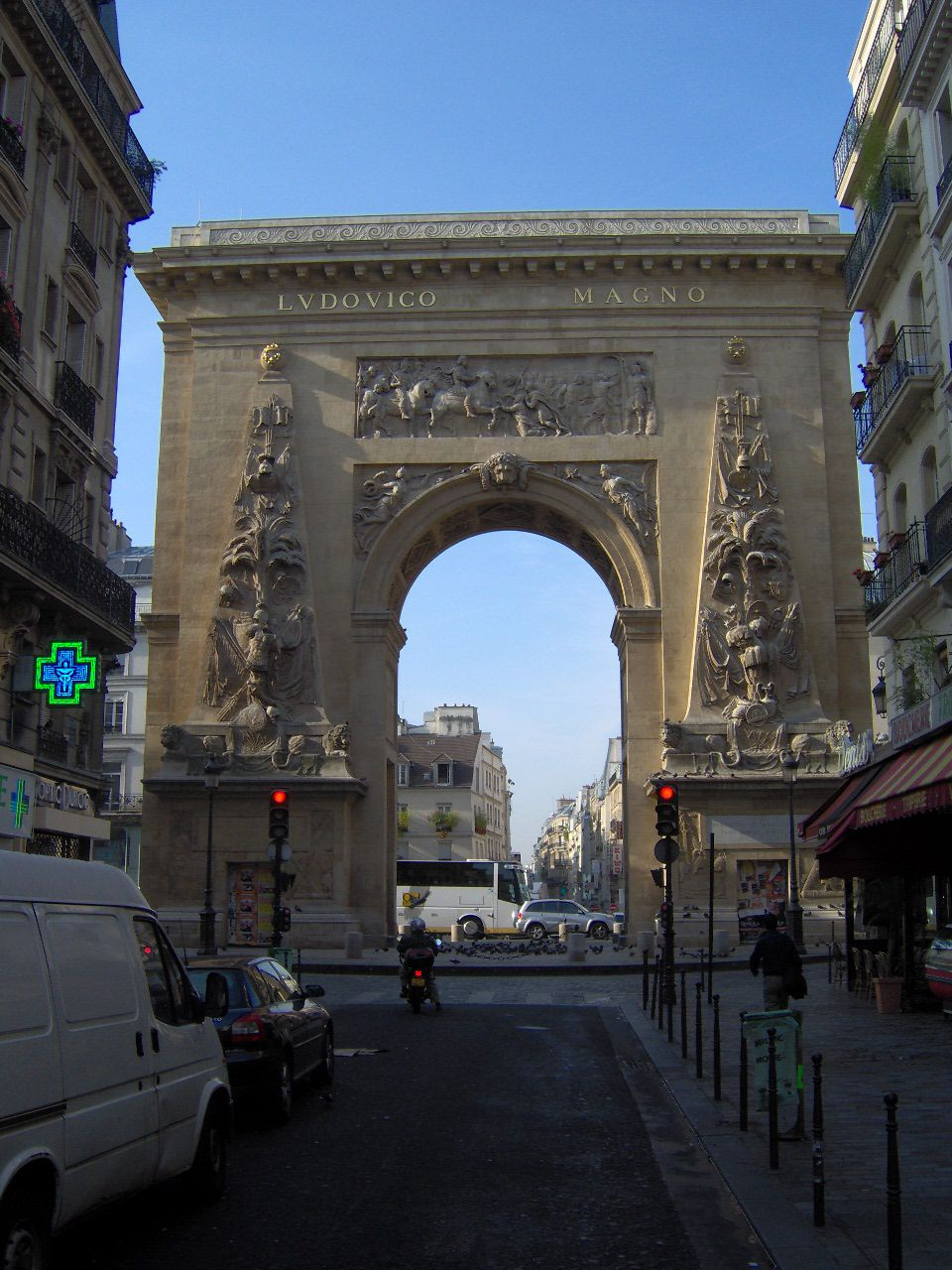
Face nord vue depuis la rue du Faubourg-Saint-Denis
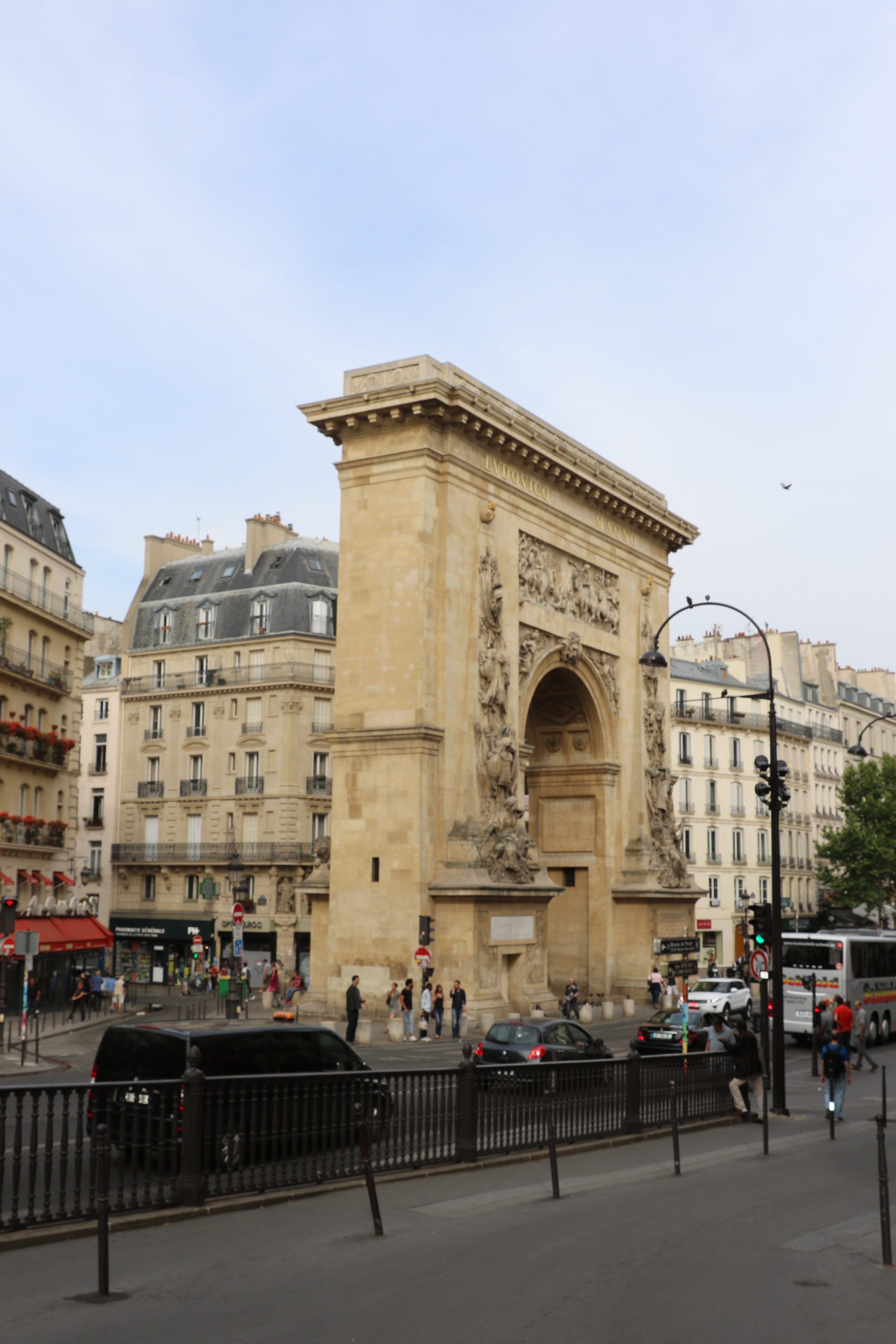
Côté sud-ouest vu depuis le boulevard de bonne nouvelle
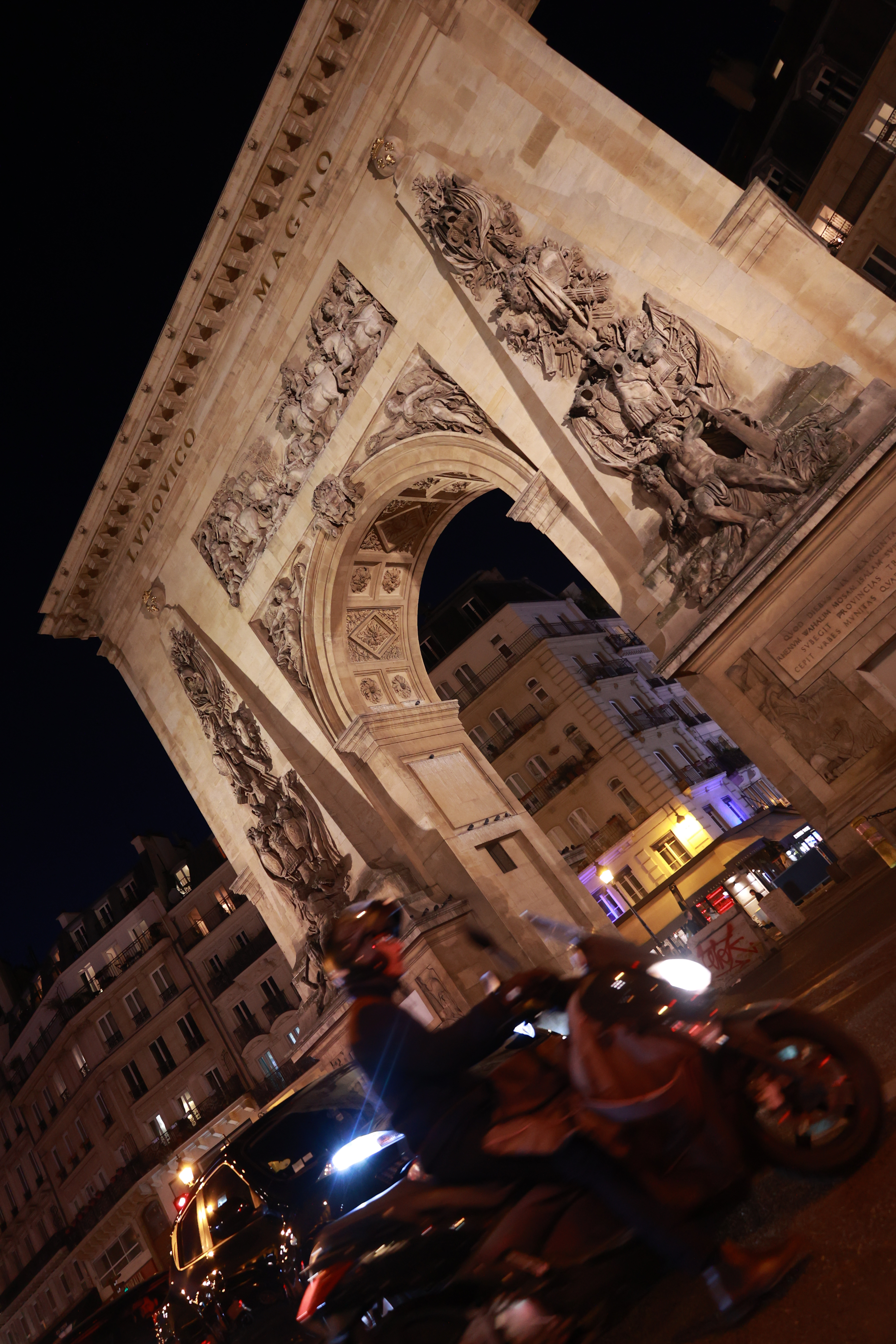
Porte Saint-Denis la nuit (mars 2022)

Bas-reliefs
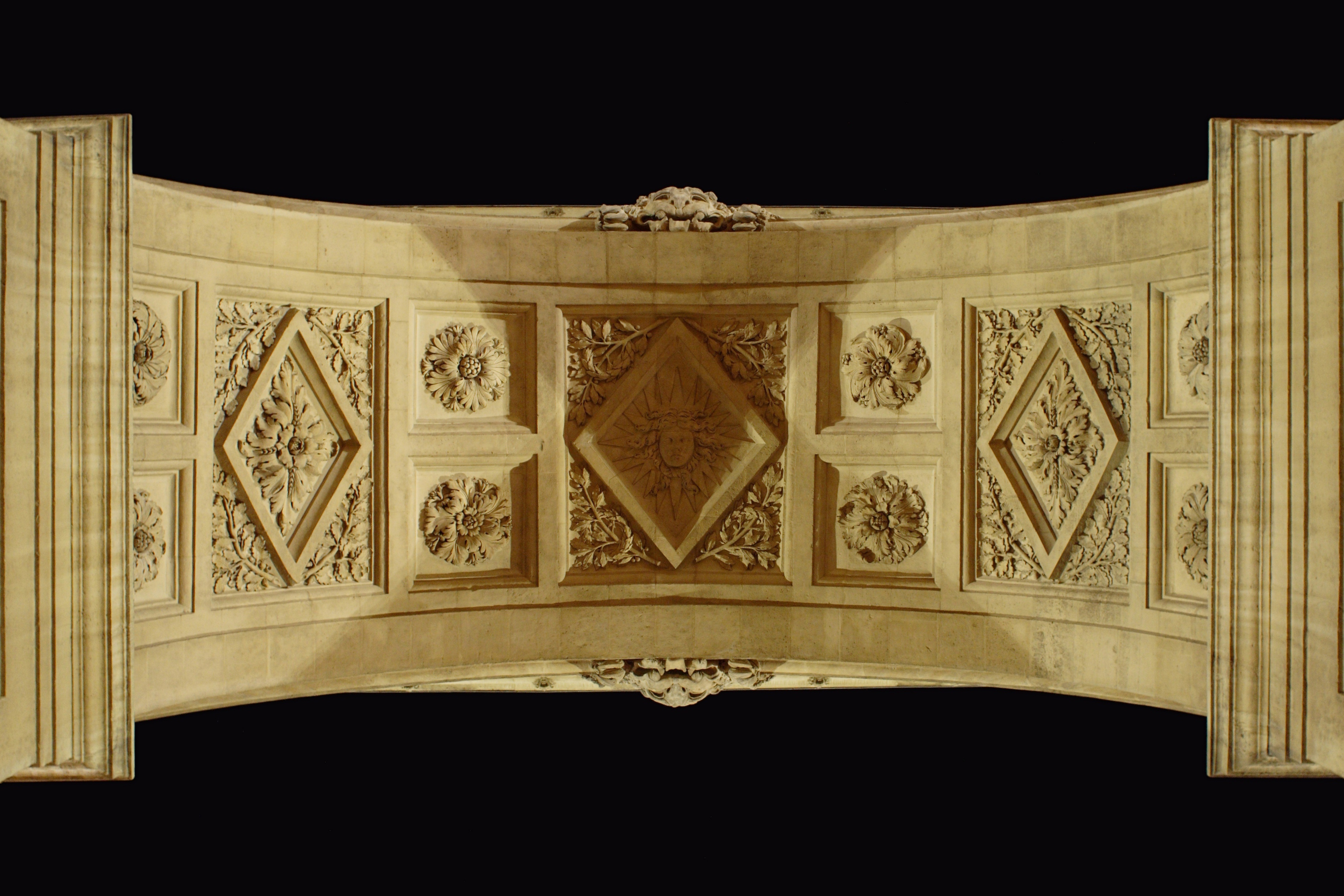
Intrados à caissons.
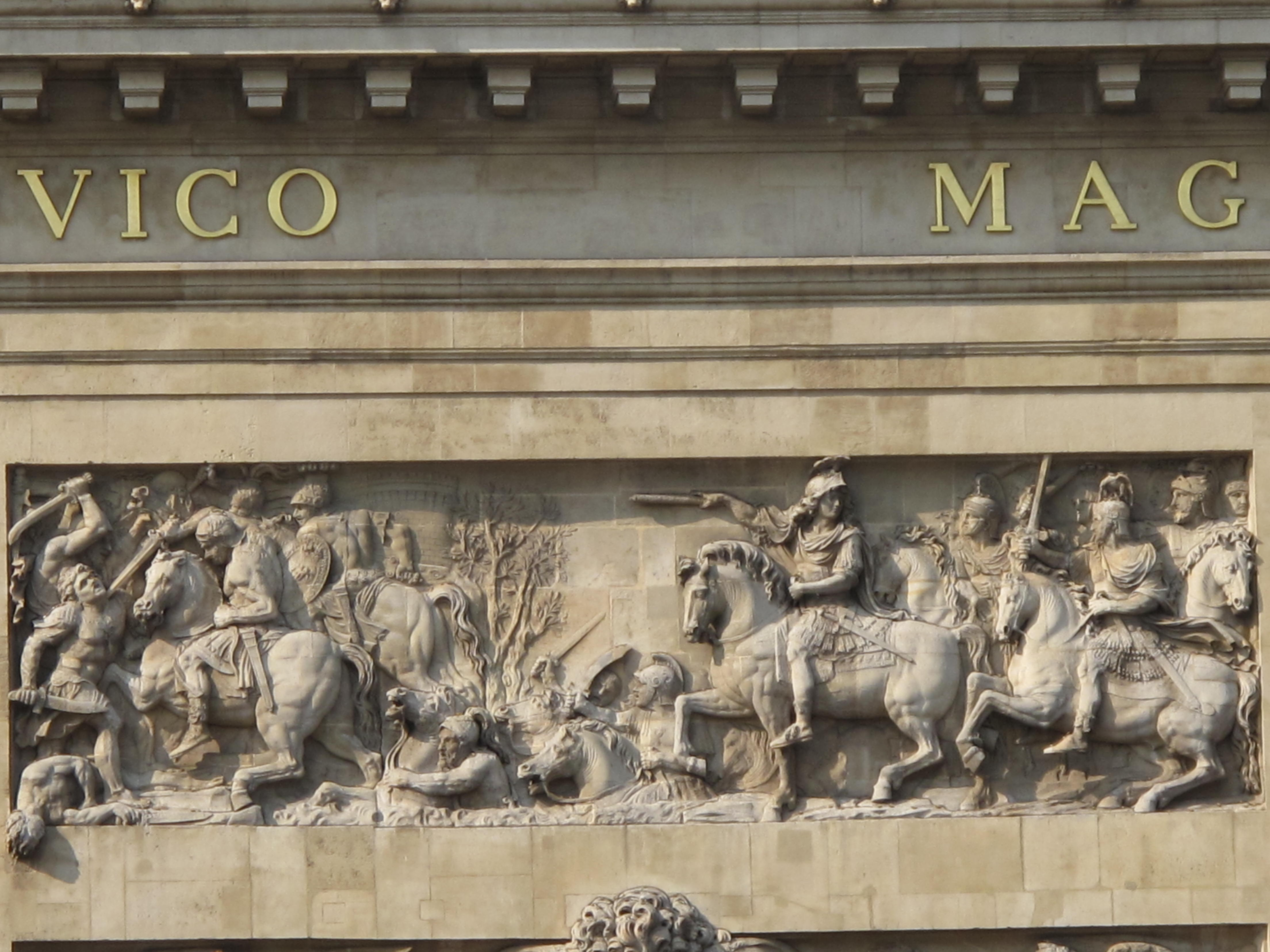
Face sud : le passage du Rhin.
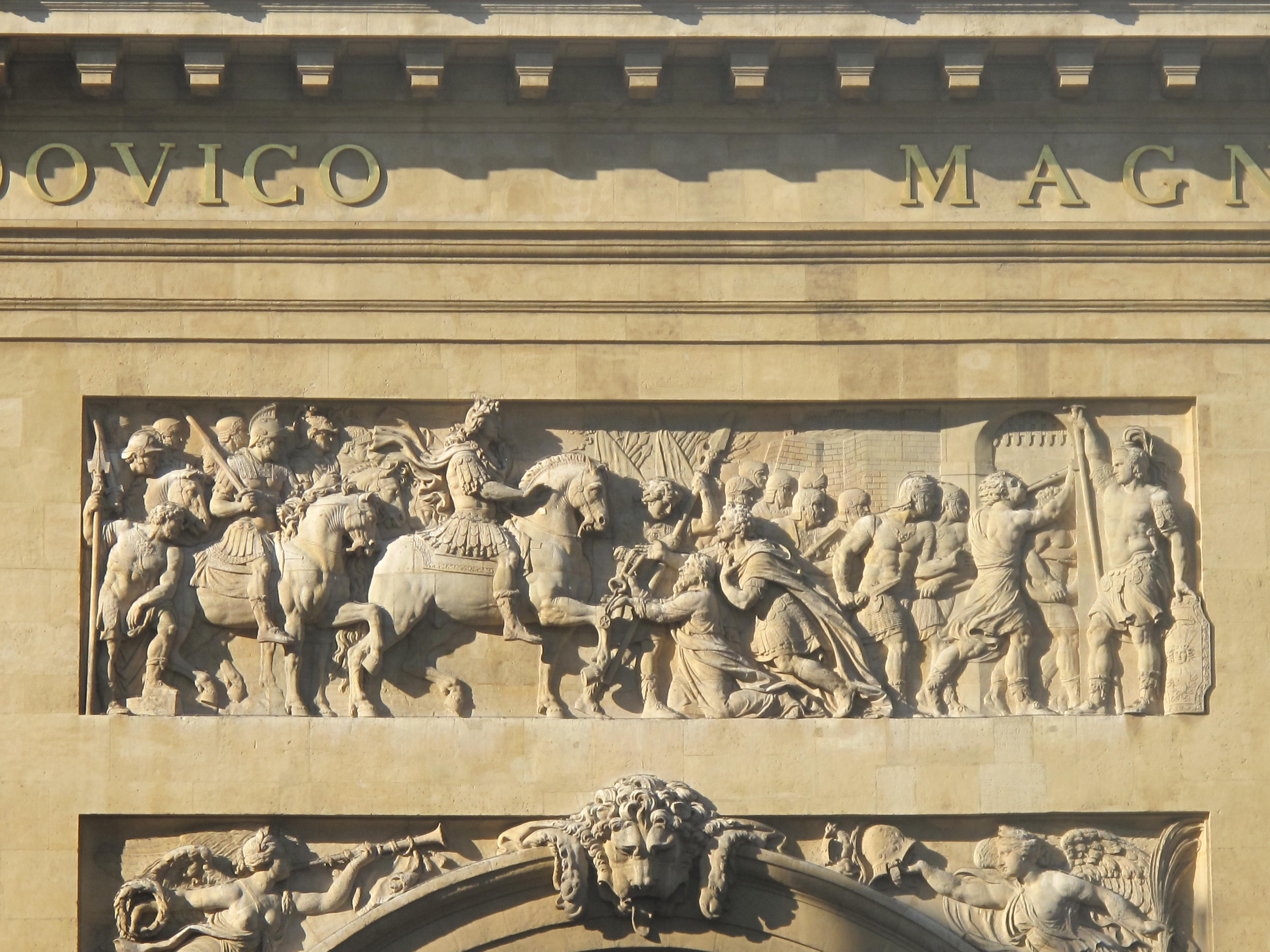
Face nord : prise de Maastricht.